# Klaus Junge
Klaus Junge (1. ledna 1924, Concepción, Chile – 18. dubna 1945 u obce Welle v Dolním Sasku) byl německý šachista.
Narodil se v německé rodině žijící v Chile, do Jižní Ameriky emigroval již jeho pradědeček pocházející z Dithmarschenu. Otec Otto byl silný šachista, který se v roce 1922 stal přeborníkem Chile. V roce 1928 se rodiče s pěti syny přestěhovali do Německa a žili v Hamburku, kde Carlos Otto Junge vstoupil v roce 1932 do NSDAP.
Mezi 11. a 20. srpnem 1939 sehrál společně se čtrnáctiletým Wolfgangem Unzickerem, Edith Kellerovou (17), Rudolfem Kunathem (15) a Karlem Krbavicem (17) turnaj ve Fürstenwalde (Jugendschachwoche) blízko Berlína. V roce 1941, když mu bylo 17, patřil Klaus Junge k nejsilnějším hráčům Německa, v témže roce se stal přeborníkem Hamburku.
Nejlepší šachový výsledek tragicky krátké kariéry dosáhl na turnaji v Praze. Mezi 5. a 16. prosincem 1942 uspořádalo Sdružení nacionálněsocialistické mládeže šachový turnaj k šedesátinám Oldřicha Durase. Junge po celý turnaj vedl před mistrem světa Aljechinem, avšak v posledním kole svému pronásledovateli podlehl a ten jej v celkovém pořadí dostihl s 8,5/11.
Klaus Junge, jehož otec byl aktivním členem nacistické strany od roku 1932, byl také přesvědčeným nacistou. Jako poručík se odmítl vzdát a zemřel v boji proti spojeneckým jednotkám 17. dubna 1945 v bitvě nedaleko obce Welle na Lüneburském vřesovišti blízko Hamburku tři týdny před koncem války. Jeho jednotka SS-Panzergrenadier Ausbildungs- und Ersatzbataillon 12 byla v zimě 1944/1945 umístěna v Nienburgu na Vezeře. Převážná část spolubojovníků byla 18. dubna 1945 zajata nedaleko Soltau. Téhož dne Junge shromáždil tucet opozdilců z různých jednotek a spolu se dvěma vojáky padl, když se pokoušeli panzerfausty zastavit útočící tanky. Jsou pohřbeni na hřbitově ve Welle.
V roce 1946 byl v Řezně sehrán první ročník memoriálu Klause Jungeho, zvítězil Fjodor Bogatyrčuk před Elmārsem Zemgalisem, Wolfgangem Unzickerem atd.
Podle Roberta Hübnera byl Klaus Junge největším německým šachovým talentem 20. století.